# Котлета по-киевски (речь)

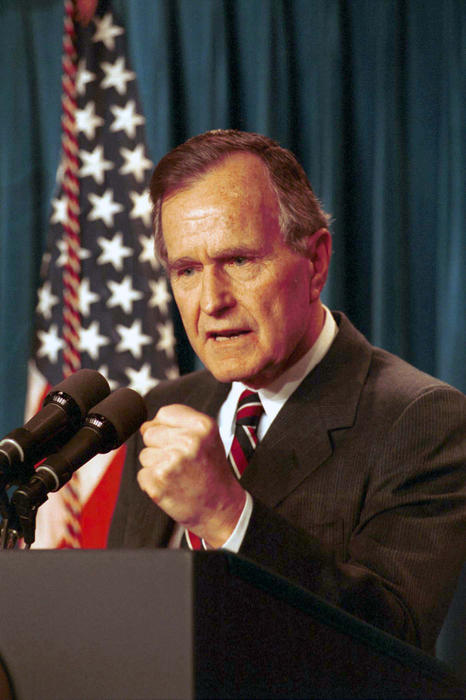
Президент США Джордж Буш-старший. 1991

Речь «Котлета по-киевски» (англ. Chicken Kiev speech) — ироничное название, под которым вошла в историю речь президента США Джорджа Буша-старшего, произнесённая 1 августа 1991 года в Киеве, за 23 дня до провозглашения независимости Украины от Советского Союза и за 4 месяца до проведения на Украине референдума о независимости. В этой речи Буш предостерегал украинцев от «самоубийственного национализма». Речь была подготовлена директором отдела по делам СССР и Восточной Европы Совета национальной безопасности США Кондолизой Райс, впоследствии государственным секретарём США при президенте Джордже Буше-младшем. Речь президента Буша возмутила украинских националистов и американских консерваторов настолько, что журналист-консерватор Уильям Сафир, редактор газеты The New York Times, обвинил Буша в колоссальном просчёте и назвал речь «Chicken Kiev speech» (игра слов: «chicken Kiev» буквально — «куриная [котлета] по-киевски», но «chicken», «куриный» также имеет разговорное значение «трусливый»).

## Предыстория
В конце 1980-х и начале 1990-х настроения за обретение независимости стали нарастать на Украине и в других республиках СССР. В 1990 году прошёл так называемый «парад суверенитетов», в ходе которого все республики СССР приняли декларации о суверенитете. Началась «война законов» и рост самостоятельности республик. В 1991 году процесс усугубился начавшимся экономическим кризисом и резким падением уровня жизни, центробежные тенденции на окраинах СССР усилились. Соединённые Штаты Америки следовали политике невмешательства, боясь повтора того, что произошло в Югославии, в которой разразилась гражданская война, после того как Германия признала независимость Словении и Хорватии. Буш хотел, чтобы советский Президент Михаил Горбачёв управлял процессом реформ и не поддерживал националистов в республиках. Позже Буш вспоминал в своих мемуарах:

Какой бы ни был курс, как бы долго ни продлился процесс, и какой бы ни был результат, я хотел увидеть стабильную и прежде всего мирную перемену. Я верил, что ключевым здесь были политически сильный Горбачёв и эффективно работающий центральный аппарат. Результат зависел от того, что Горбачёв хотел сделать.
Оригинальный текст (англ.)Whatever the course, however long the process took, and whatever its outcome, I wanted to see stable, and above all peaceful, change. I believed the key to this would be a politically strong Gorbachev and an effectively working central structure. The outcome depended on what Gorbachev was willing to do.

30 июля 1991 Буш прибыл в Москву на саммит с Михаилом Горбачёвым. Он и Барбара Буш вместе с Горбачёвым и его женой Раисой остановились на даче Горбачёвых в Подмосковье, где два лидера вели неформальные переговоры. Буш сказал Горбачёву, что распад Советского Союза не в интересах Америки, хотя бескомпромиссные члены Республиканской партии — и в большей степени министр обороны Дик Чейни — желали такого исхода. Буш заверил Горбачёва, что будет настраивать украинцев против независимости, когда поедет на Украину, 1 августа, осуществляя следующий этап своего визита.
Настроение на Украине было разделено между группами разных взглядов, от закоренелых коммунистов до ярых националистов, сторонников независимости. Председатель Верховного Совета Украинской ССР, впоследствии первый украинский президент Леонид Кравчук был коммунистом-реформатором, который поддерживал украинский суверенитет внутри союза с большей степенью свободы участников, нежели это было в Советском Союзе (такой же позиции придерживался российский президент Борис Ельцин). Ещё перед визитом Буша он утверждал: «Я убеждён, что Украина должна быть суверенным, полноценным и полнокровным государством». Буш отказался от встречи со сторонниками независимости в Киеве. Когда его автоколонна проезжала через Киев, она была встречена большим количеством людей, махавших флагами Украины и США, среди которых были также и протестующие, которые выкрикивали слоганы типа «Мистер Буш: миллиарды для УССР — это рабство для Украины» и «Белый Дом сотрудничает с коммунистами, но пренебрегает Рухом».

## Речь
Речь была произнесена в Верховном Совете УССР в Киеве. Буш поддержал договорённости, достигнутые ранее в апреле между Горбачёвым и девятью республиками, включая Украину, которая стала одним из участников нового союзного договора, подразумевающего создание мягкой федерации вместо Союза Советских Социалистических Республик. Он сказал, что договор «подаёт надежду, что республики скорее соединят большую автономию с большим добровольным взаимодействием — политическим, социальным, культурным, экономическим, чем будут преследовать безнадёжный курс изоляции» (англ. holds forth the hope that republics will combine greater autonomy with greater voluntary interaction — political, social, cultural, economic rather than pursuing the hopeless course of isolation). Он также похвалил Горбачёва, называя «ложным выбором» (англ. "false choice") выбирать между советским лидером и лидерами сторонников за независимость: «В справедливости Президент Горбачёв достиг поразительных вещей, и его политика гласности, перестройки и демократизации имеют своей целью прийти к свободе, демократии и экономической независимости» (англ. "In fairness, President Gorbachev has achieved astonishing things, and his policies of glasnost, perestroika and democratization point toward the goals of freedom, democracy and economic liberty").
Буш выразил положительное отношение к реформам в Советском Союзе:

Я пришёл сюда сказать вам: мы поддерживаем борьбу в этой великой стране за демократию и экономические реформы. В Москве я обрисовал наш подход. Мы будем поддерживать тех, кто в центре и республиках, кто добивается свободы, демократии и экономической свободы.
Оригинальный текст (англ.)I come here to tell you: we support the struggle in this great country for democracy and economic reform. In Moscow, I outlined our approach. We will support those in the center and the republics who pursue freedom, democracy and economic liberty.

Он также предостерегал от такой независимости, при которой удалённый деспот поменяется на локального: американцы не будут поддерживать тех, кто ищет независимости, чтобы заменить удалённую тиранию на локальный деспотизм. Они не станут помогать тем, кто продвигает суицидальный национализм, основанный на этнической ненависти (англ. Americans will not support those who seek independence in order to replace a far-off tyranny with a local despotism. They will not aid those who promote a suicidal nationalism based upon ethnic hatred).
Позже выяснилось, что Буш сам дописал фразу «суицидальный национализм» в наброске речи, который приготовили его помощники, чтобы предупредить украинцев о необходимости избежать того, что произошло в Югославии.

## Реакция
Речь была встречена стоя с аплодисментами в украинском парламенте. Однако позиция Буша была раскритикована украинскими националистами. Иван Драч, руководитель партии Рух, сказал журналистам, что «Президент Буш, кажется, был загипнотизирован Горбачёвым» (англ. President Bush seems to have been hypnotized by Gorbachev), и пожаловался, что «Президент Соединённых штатов постоянно пренебрегал демократическими движениями в республиках» (англ. «has consistently snubbed the democratic movements in the republics»). Драч критиковал то, как Буш шёл бок о бок с советским лидером:

Буш пришёл сюда в действительности как рупор Горбачёва. Во многом он звучал менее радикально, чем наши собственные политики-коммунисты в вопросах суверенитета Украины. Более того, они должны были участвовать в избирательной кампании, а он нет.
Оригинальный текст (англ.)Bush came here in effect as a messenger for Gorbachev. In many ways, he sounded less radical than our own Communist politicians on the issue of state sovereignty for the Ukraine. After all, they have to run for office here in the Ukraine and he doesn't.

Другой политик-националист, Степан Павлюк, жаловался, что «Буш не понимает, что мы здесь боремся против тоталитарного государства». Он подчёркивал, что Буш «говорит много о свободе, но для нас это практически невозможно — постичь свободу без независимости. Мы должны создать собственную таможню и валюту, чтобы защитить нашу экономику от полного краха». Речь также подверглась критике со стороны националистов других советских республик. Правительство Грузии заявило: «Преемник Вашингтона, Джефферсона, Линкольна и других [президентов США] прибывает [в нашу страну] … и ведёт пропаганду в поддержку договора о союзе. Почему он не призвал Кувейт подписать союзный договор с Ираком?» (англ. The heir of Washington, Jefferson, Lincoln and others arrives… and carries on propaganda in favor of the Union Treaty. Why didn't he call on Kuwait to sign the Union Treaty with Iraq?).
8 февраля 1992 The Economist сообщил, что речь была «самым вопиющим примером» (англ. "the most flagrant example") того, что другие нации не смогли признать неизбежность факта, что Украина становится независимым государством. Человек в костюме курицы, пародировавший Буша, появлялся на многочисленных встречах во время предвыборной кампании 1992 года. Буш прокомментировал свою речь в 2004 г., объясняя, что он имел в виду, что украинцы не должны сделать «чего-либо глупого», и что если бы их «лидеры не вели себя разумно, то могло бы последовать силовое воздействие» (англ. "leaders hadn't acted smartly, there would have been a crackdown") со стороны Москвы. В 2005 Кондолиза Райс, отвечая на вопрос об этой речи на пресс-конференции, отметила, что легко увидеть в ретроспективе, что было неправильно в перспективе речи, но что мирный распад вооружённого ядерным оружием Советского Союза был не так очевиден в 1991. Консервативный The Washington Examiner высказал мнение в 2011, что это, «возможно, была худшая речь, когда-либо произнесённая американским главой исполнительной власти» (англ. «may have been the worst speech ever by an American chief executive»).